# Ванделен
Ванделен або Валделен (*Wandalenus, бл. 531 —585) — мажордом Австразії у 581—585 роках.

## Життєпис
Походження невідомо, але належав до австразійської знаті. Ймовірно до початку 580-х років він займав чільне місце при королівському дворі Австразії. Був герцогом Трансюранським, ймовірно отримав цю посаду у спадок.
581 року після смерті мажордома Гогона, Ванделену на посаді мажордома було доручено подальше виховання неповнолітнього короля Хільдеберта II. На думку низки дослідників, його повноваження поширювалися також на управління королівством.
В сучасних Ванделену паперах він жодного разу не згадується в якості мажордома. У них він представлений лише як наставник або вихователь (нутрицій) короля Хільдеберта II. Втім низка середньовічних істориків в своїх хроніках наділяли Ванделена посадою мажордома. Можливо, ці свідчення є перенесенням назви пізнішої посади в події більш раннього часу.
Відсторонення від влади прихильників Гогона призвело до кількох заколотів, очолених австразійською знаттю. Найбільш значними були виступи Лупа, герцога Шампані, і Динамія, ректора (намісника) Провансу, в 581 році.
Сучасні історики пов'язують з Ванделеном зміну в зовнішній політиці Австразії: вони розірвали союз з Гунтрамном, королем Бургундії, і почали зближення з Хільперіком I, королем Нейстрії. В результаті Австразія фактично опинилася в стані війни з Бургундією, хоча, на відміну від Нейстрії, і не вела активних військових дій. Лише після тяжкої поразки Нейстрії і народження у Хільперіка I сина Теодоріха відбулася нова зміна політики. У 584 році між Хільдебертом II і Гунтрамном був відновлений союз на колишніх умовах.
Ванделен помер в 585 році. Після його смерті всі пожалування, дані йому королем було конфісковано і повернено до королівської скарбниці. Вдажу перехопила королева-мати Брунгільда.

## Родина
Дружина — Флавія
Діти:
- Донат (д/н—після 658), єпископ Безансону
- Храмнелен
- донька
- донька

## Меценатство
Надавав підтримку ірландському місіонеру Колумбану у заснуванні монастиря Люксей. Син Ванделена — Донат — також став одним з відомих ченців, заснувавши монастир Святого Вінцента у північній Бургундії (сучасне Франш-Конте).